# 智己LS7
智己LS7是由上汽集团旗下智己汽车生产的一款中型跨界休旅车，亦是其首款SUV车型，与智己L7同平台。该车于2023年2月正式发布，3月开始交付。

## 历史

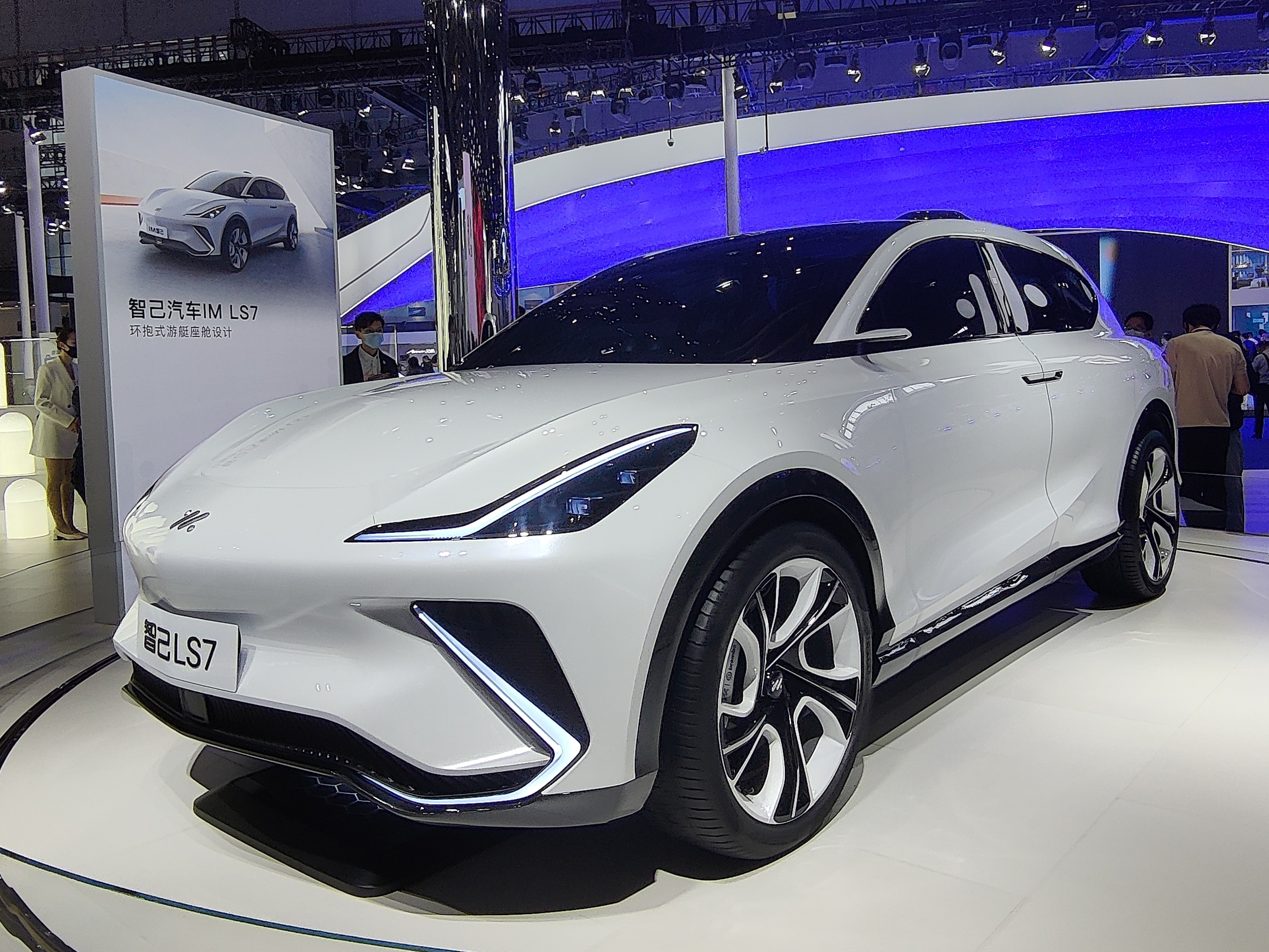
LS7概念车

智己LS7最初于2021年4月19日以概念车在上海车展亮相。2022年12月8日，智己汽车CEO刘涛在社交平台发布LS7量产车的内饰预告图，同年下旬启动预售。
2023年2月10日，智己LS7正式上市，同时公布各款车型的售价。LS7共有6款版本，先期开放预定和交付90kWh和100kWh的版本，而77kWh的版本于2023年下半年开放预定与交付。
2024年6月7日，智己汽车宣布推出LS7 Max，共有两款版本，外观与LS7保持一致。同年7月，工信部公布智己LS7单电机的新版本图片。

## 特征

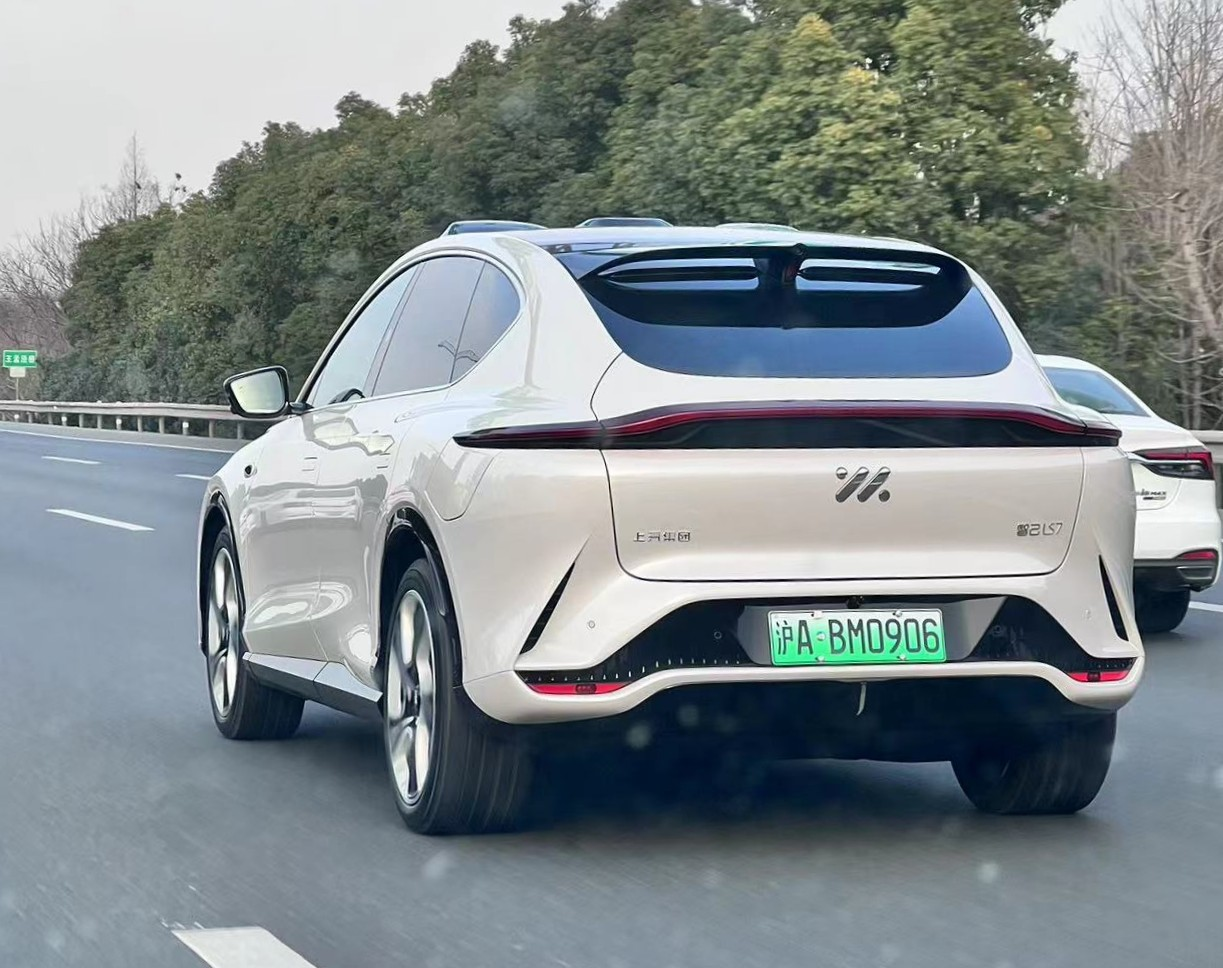
智己LS7后侧

### 动力系统与硬件
智己LS7采用智己AD智能驾驶系统，该系统采用英伟达的Orin X芯片和双激光雷达。
智己LS7基本版采用永磁同步单后置电机，功率为250 kW（340 PS；340 hp）；顶配版采用双电机配置，功率425 kW（578 PS；570 hp），其中前电机为175 kW，后电机为250kW，峰值扭矩725 Nm。智己LS7提供77kWh、90kWh、100kWh三种电池版本，风阻系数为0.268cd。

### 内饰
智己LS7采用“Star Fall 星瀑冰感前穹顶”，与C919客机为同一前瞻工艺，使得纵向视野扩大至106度。该车副驾采用“电动全水平折叠副驾座椅”，后排右侧采用“零重力浮感座椅”，可选配半辐式方向盘，中控台采用自动升降式AMOLED 2K超清交互屏。交互屏内置IMOS2.0信息娱乐系统，并搭载高通8155芯片，实现千兆以太网传输；全车配备24个扬声器，包括天空扬声器和头枕音响。

## 争议

### 智己LS7车主联名维权事件
2023年12月27日晚，674位智己LS7车主联名发表声明，向智己汽车CEO刘涛和上汽集团副总裁蒋峻要求解决问题并保障车主权益。受影响的车主表示，LS7存在多项质量问题，同时在上市10个月内的时间宣布降价，甚至有区别对待车主的现象。

## 外部連結
- 官方网站
- 维基共享资源上的相關多媒體資源：智己LS7